# Борубаев, Алтай Асылканович
Алтай Асылканович Борубаев (кирг. Алтай Бөрүбаев; род. 31 декабря 1950, Кара-Ой, Таласская область) — советский и киргизский математик и государственный деятель. Доктор физико-математических наук, профессор Кыргызского национального университета (КНУ), действительный член Национальной академии наук Кыргызской Республики (НАН КР), вице-президент НАН КР (2013—2018), ректор Кыргызского государственного педагогического университета (1994—1998) и КНУ (1998—2000). Депутат Жогорку Кенеша (1998—2005), спикер Собрания народных представителей (нижней палаты) Жогорку Кенеша (2000—2005).

## Биография
Родился 31 декабря 1950 года в селе Кара-Ой, Таласский район, Таласская область, Киргизская ССР. Окончил Кара-Ойскую среднюю школу с золотой медалью.
В 1967—1972 годах обучался на механико-математическом факультете Киргизского государственного университета (КГУ, сейчас Кыргызский национальный университет, КНУ). В 1972—1975 годах проходил аспирантуру в Московском государственном университете (МГУ). В 1977 году в Тбилиси под руководством В. Д. Фёдорова защитил диссертацию «О взаимоотношениях между классами топологических пространств и непрерывные отображения» и получил учёную степень кандидата физико-математических наук.
В 1975—1987 годах работал в КГУ, занимал должности преподавателя, старшего преподавателя и заведующего кафедрой алгебры и геометрии. В 1983—1984 годах проходил стажировку в Карловом университете (Прага). В 1988—1990 годах проходил докторантуру в МГУ. В 1991 году защитил в МГУ диссертацию «О некоторых классах равномерных пространств и их равномерно непрерывных отображениях» и получил учёную степень доктора физико-математических наук. В 1992 году получил учёное звание профессора. В 1990—1991 годах работал в КГУ деканом механико-математического факультета и проректором по науке, в 1991—1992 годах — проректором по науке.
В 1992—1994 годах работал первым заместителем министра образования Кыргызстана, стал соавтором законов Кыргызстана «Об образовании», «О науке и научной политике» и «Реформировании науки». В 1993 году избран членом-корреспондентом Национальной академии наук Кыргызской Республики (НАН КР), в 2000 году — действительным членом. В 1994—1998 годах являлся ректором Кыргызского государственного педагогического университета имени И. Арабаева, а в 1998—2000 годах — ректором КНУ.
В 1998—2005 годах являлся депутатом Жогорку Кенеша. В 2000—2005 годах являлся торага (председателем, спикером) Собрания народных представителей (нижней палаты) Жогорку Кенеша.
В 2005—2011 годах являлся председателем Национальной аттестационной комиссии Кыргызстана, в 2012—2013 годах — председателем Высшей аттестационной комиссии Кыргызстана. С 2007 года по совместительству работал в Кыргызско-российском славянском университете, занимал должность заведующего кафедрой прикладной математики и информатики, где преподавал математический и функциональный анализ. В 2013—2018 годах являлся вице-президентом НАН КР. С 2018 года является директором Института математики НАН КР.
Женат, имеет троих детей. Имеет классный чин «Государственный советник КР 1-го класса».

## Научная деятельность
Специалист в области геометрии и гопологии. Автор 120 научных трудов, 6 учебников и 5 монографий. Под руководством Борубаева защищены 10 кандидатских и 5 докторские диссертации.

## Награды и признание
- Премия Ленинского комсомола Киргизской ССР по науке и технике (1981)[2].
- Отличник народного просвещения (1983)[2].
- Заслуженный деятель науки Кыргызской Республики (1995)[2].
- Государственная премия Кыргызской Республики в области науки и техники (1998 и 2002)[1].
- Премия имени Ж. Баласагына (1999)[1].
- Одна из звёзд созвездия Козерога названа Московской обсерваторией «Алтай» в его честь (2001)[1].
- Почётный профессор МГУ[8].
- Премия имени Исы Ахунбаева — высшая научной наградой НАН КР[1].
- Почётная медаль Карлова университета (Прага)[1].
- Орден «Содружество» от Межпарламентской ассамблеи СНГ[1].
- Медаль «В память 300-летия Санкт-Петербурга» (2003)[1].
- Премия «Звёзды Содружества» (2017)[9].
- Медаль «Астана»[1].
- Орден «Манас» III степени (2021)[6].